# Jiang Yiting
Jiang Yiting (n. 1 august 2004, Putian⁠(d), Republica Populară Chineză) este o trăgătoare de tir ce a reprezentat Republica Populară Chineză, medaliată olimpică. A participat la 1 ediție a Jocurilor Olimpice (2024) în care a câștigat 1 medalie de bronz.

## Participări
Lista de mai jos prezintă principalele competiții la care a participat Jiang Yiting de-a lungul carierei.
- Tir la Jocurile Olimpice de vară din 2024 - Skeet (mixt)